# Кубок Ісландії з футболу
Ку́бок Ісла́ндії з футбо́лу — футбольний плей-оф турнір Ісландії, переможець якого отримує право грати в Лізі Європи УЄФА.
Турнір 2020 року скасовано через пандемію COVID-19.

## Переможці
| Клуб          | Перемоги | Сезон                                                                              |
| ------------- | -------- | ---------------------------------------------------------------------------------- |
| КР            | 14       | 1960, 1961, 1962, 1963, 1964, 1966, 1967, 1994, 1995, 1999, 2008, 2011, 2012, 2014 |
| Валюр         | 11       | 1965, 1974, 1976, 1977, 1988, 1990, 1991, 1992, 2005, 2015, 2016                   |
| Акранес       | 9        | 1978, 1982, 1983, 1984, 1986, 1993, 1996, 2000, 2003                               |
| Фрам          | 8        | 1970, 1973, 1979, 1980, 1985, 1987, 1989, 2013                                     |
| Вікінгур      | 5        | 1971, 2019, 2021, 2022, 2023                                                       |
| Вестманнаейя  | 5        | 1968, 1972, 1981, 1998, 2017                                                       |
| Кеплавік      | 4        | 1975, 1997, 2004, 2006                                                             |
| Фількір       | 2        | 2001, 2002                                                                         |
| Гапнарфйордур | 2        | 2007, 2010                                                                         |
| ІБА           | 1        | 1969                                                                               |
| Брейдаблік    | 1        | 2009                                                                               |
| Стьярнан      | 1        | 2018                                                                               |
| Акурейрі      | 1        | 2024                                                                               |